# Storia del Venezuela

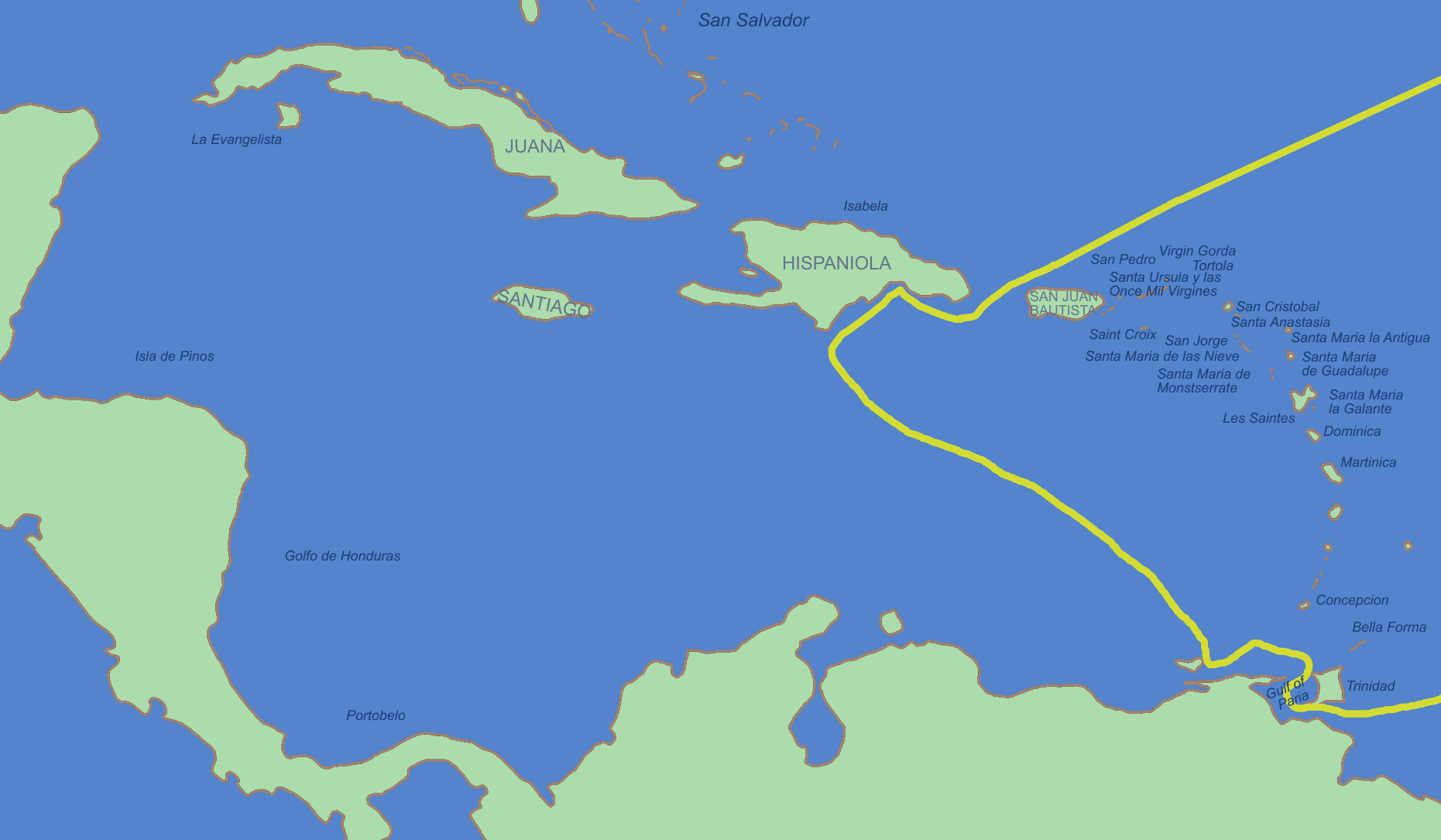
Cristoforo Colombo scoprì la costa orientale del Venezuela nel suo terzo viaggio (linea in giallo)

La storia del Venezuela ha inizio in età pre-colombiana e durante il lungo periodo di colonizzazione spagnola (fra la fine del XV e gli inizi del XIX secolo). Tuttavia le origini della sua conformazione come entità politica differenziata e indipendente vanno ricercate nel processo di emancipazione dalla Spagna (iniziato nel 1810) e nella guerra vittoriosa combattuta successivamente contro gli antichi dominatori a fianco di altri paesi ispanici come la Colombia e l'Ecuador.

## Il periodo spagnolo
Il Venezuela venne scoperto da Cristoforo Colombo nel 1498, anche se iniziò ad essere effettivamente colonizzato dalla Spagna negli anni venti del Cinquecento. All'arrivo dei primi contingenti iberici, le popolazioni indigene, appartenenti soprattutto a due grandi gruppi etnici, gli Aruachi e i Caribe, erano in massima parte agricoltori e cacciatori e vivevano in piccoli villaggi sparsi lungo la costa e lungo il corso del fiume Orinoco.
Gli spagnoli stabilirono il loro primo insediamento permanente nell'odierna città di Cumaná (1521). Alcuni anni dopo il capitano Juan de Ampíes fondò, sulla costa occidentale del Venezuela il centro di Coro (1528). Un piano di sfruttamento intensivo del Venezuela previsto da Carlo V d'Asburgo e finanziato dai banchieri Welser, che si chiamò Piccola Venezia ebbe breve durata (1529-1546) e non riuscì mai veramente a concretizzarsi. Ancora a metà del XVI secolo nell'odierno Venezuela gli europei erano solo poche migliaia su una popolazione complessiva di circa cinquecentomila abitanti.
L'apertura delle miniere d'oro nell'attuale stato di Yaracuy indusse i colonizzatori ad introdurre la schiavitù, inizialmente mediante lo sfruttamento delle popolazioni indigene, successivamente con schiavi importati dall'Africa. Nel contempo si andava sviluppando l'allevamento di bestiame, favorito da un territorio costituito da vaste estensioni pianeggianti, i llanos.
La società che si sviluppò in seguito era assimilabile a quella latifondista ancien régime con reminiscenze ancora feudali e dominata da una classe dirigente formata, in massima parte, da proprietari terrieri spagnoli o di origine spagnola, che amministravano i propri latifondi e da una burocrazia proveniente direttamente dalla Spagna addetta alla riscossione delle imposte e allo sfruttamento dei monopoli della corona (miniere in particolare).
Durante il XVI secolo e XVII secolo, le province che costituiscono l'odierno Venezuela vennero per lo più trascurate. Il vicereame del Perù (situato nei territori precedentemente occupati dalle capitali dell'impero Inca), da cui tali province dipendevano, era interessato a sfruttare le miniere d'oro ed argento del territorio, trascurando lo sviluppo dell'agricoltura, dell'allevamento e dei commerci locali.
Nel XVIII secolo le zone costiere conobbero un relativo benessere economico grazie alle piantagioni di cacao, sorrette dal lavoro di numerosissimi schiavi africani. Molti di essi vennero impiegati anche nei vasti latifondi di proprietà dei ricchi criollos, per lo più originari della penisola iberica. Nella prima metà del Settecento la provincia del Venezuela passò sotto la giurisdizione del Vicereame di Nuova Granada appena creato (1717). La provincia venne poi trasformata nella Capitaneria generale del Venezuela nel 1776. Per alcuni decenni la Compañía Guipuzcoana de Caracas esercitò di fatto un vero e proprio monopolio del commercio con l'Europa.

## Il diciannovesimo secolo: l'indipendenza
Ragioni non molto dissimili da quelle che avevano spinto le tredici colonie anglosassoni del Nord America a combattere vittoriosamente contro i dominatori britannici, spinsero l'aristocrazia creola venezuelana, con l'appoggio della massima parte della popolazione, a liberarsi della sudditanza nei confronti della Spagna. I primi fermenti di insofferenza iniziarono a prendere forma fin dalla fine del XVIII secolo, esplodendo in tutta la propria gravità nel secondo decennio del secolo successivo. Le contemporanee guerre Napoleoniche in Europa avevano indebolito la Spagna che era caduta fin dal 1808-1809 sotto l'egemonia francese. Il 5 luglio 1811 il popolo venezuelano proclamò la propria indipendenza dal paese iberico che a sua volta rifiutò di riconoscerla.
Il 26 marzo 1812 (Giovedì santo) alle 4:37 p.m. il Venezuela subì un violento terremoto (7,7 gradi della scala Richter di magnitudo): esso causò danni estesi a Caracas, La Guaira, Barquisimeto, San Felipe e Mérida. Il numero stimato delle vittime fu di 15 000–20 000 decessi, oltre a incalcolabili danni materiali.
Dopo numerosi anni di guerra, nei quali perse la vita gran parte della popolazione bianca locale, il Venezuela riuscì definitivamente ad avere la meglio sugli spagnoli e sulle forze che li appoggiavano (1821), grazie alle grandi doti militari e politiche del suo figlio più famoso: Simón Bolívar. Il Venezuela, insieme agli odierni stati di Colombia, Panama ed Ecuador, fece parte della Repubblica di Gran Colombia fino al 1830, anno in cui se ne separò, costituendo uno stato a sé stante.
La maggior parte della storia venezuelana del XIX secolo fu caratterizzata da regimi dittatoriali dei numerosi caudillos locali e da lunghi periodi di instabilità politica che spesso si tradussero in turbolenze sociali anarcoidi che costituirono un freno allo sviluppo del paese. A partire dal 1870 il Venezuela subì una crescente centralizzazione economica e politica, prima con il presidente Antonio Guzmán Blanco (1870-1888) poi con Cipriano Castro (1899-1908). Entrambi fondarono il proprio potere su una fitta rete di alleanze con i caudillos e i latifondisti locali.

## Il ventesimo secolo
A Cipriano Castro Juan Vicente Gómez (1908-1935) pose le basi di un esercito di professionisti con una struttura di comando centralizzato. Tale istituzione contribuì a rafforzare ulteriormente i poteri presidenziali che se da una parte permisero al paese di vivere, fino alle soglie della seconda guerra mondiale, un periodo di relativa stabilità politica, dall'altra impedirono che il Venezuela potesse svilupparsi soddisfacentemente sotto il profilo sociale e civile. I proventi ottenuti dallo sfruttamento del petrolio (che iniziò ad essere estratto fin dagli anni venti del Novecento), invece di contribuire ad elevare il basso tenore di vita della popolo venezuelano finirono in tal modo per arricchire le grandi compagnie petrolifere statunitensi e un ristretto numero di latifondisti, uomini d'affari e burocrati locali.

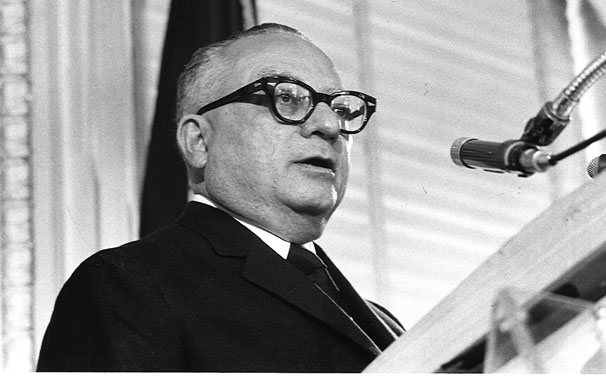
Rómulo Betancourt

A Gomez successe Eleazar López Contreras. Costui ristabilì alcune libertà democratiche, promulgando nel 1936 una costituzione di ispirazione liberale che però limitava in vario modo l'azione delle organizzazioni e dei partiti di sinistra. Nel 1941 López Contreras venne sostituito dal generale Isaías Medina Angarita, che rafforzò la tradizionale alleanza con gli USA e la Gran Bretagna, dichiarando guerra all'Asse. Medina Angarita rese inoltre operativa un'imposta sul reddito già elaborata dal suo predecessore, rielaborò il vetusto codice civile in vigore nel paese, intraprese un'intensa lotta all'analfabetismo e pose le basi per una prima, timida normativa concernente la previdenza sociale.
Tuttavia, malgrado tali norme tendessero a ridurre le forti sperequazioni sociali, la politica riformista di Medina Angarita non riuscì a incontrare il favore delle masse che nel 1945 appoggiarono l'ascesa al potere del socialdemocratico Rómulo Betancourt. Il comando venne tuttavia assunto da una giunta militare fino a quando Rómulo Betancourt e il proprio partito, la "AD" (Acciòn Democratica) ottennero la maggioranza dei seggi in un'assemblea costituente che nel 1946 promulgò la nuova Costituzione del paese.
Un noto scrittore, Rómulo Gallegos, candidato del partito di Betancourt, divenne il primo presidente del Venezuela eletto democraticamente. Nel giro di otto mesi Gallegos venne però spodestato da un golpe militare capeggiato da Marcos Pérez Jiménez, che venne a sua volta sostituito nel 1958. Il dittatore Perez Jimenez fece immigrare nel Venezuela -tra il 1952 ed il 1958- oltre un milione di europei (tra i quali 330.000 italiani), che svilupparono enormemente l'economia specialmente della capitale Caracas e cambiarono la struttura sociale della nazione, che aveva appena sette milioni di abitanti nel 1953.
Dopo quest'ultimo evento e il progressivo scemare degli interessi militari nella vita politica del paese, il Venezuela ha beneficiato, per circa un quarantennio, di governi civili e democratici. L'elezione di Rómulo Betancourt, che fu presidente dal 1958 al 1964, decretò l'inizio di questa "nuova era".
A partire dagli anni sessanta e fino al 1998 l'AD e il partito democristiano COPEI (comitato di organizzazione politica elettorale indipendente) si alternarono alla guida del paese. Tale sistema bipartitico prese in nome di puntofijismo, ed il Venezuela godette di un periodo aureo tra il 1968 ed il 1978 che lo elevò al livello di maggior sviluppo nell'intera America Latina.
Ma il 27 febbraio 1989, a seguito di una lunga congiuntura economica particolarmente sfavorevole, esplosero nel paese numerosi disordini con morti e feriti. L'allora presidente Carlos Andrés Pérez (membro del partito AD), al suo secondo mandato, decise di sospendere temporaneamente i diritti costituzionali dei cittadini. Vennero impiegati da parte delle forze armate mezzi di coercizioni violenti per contrastare le agitazioni e si sfiorò la guerra civile. Tale agitato periodo è passato alla storia come Caracazo.
Qualche anno più tardi (1992) fu persino ordito un complotto per sopprimere Carlos Andrés Pérez. Il tentativo rivoluzionario, capitanato fra gli altri anche da Hugo Chávez, fallì. Nel 1998 lo stesso Chávez venne però eletto presidente e con la propria ascesa al potere ebbe definitivamente termine l'era del bipartitismo (sia AD che COPEI assunsero, da allora, un ruolo assolutamente secondario nella scena politica venezuelana).

## Hugo Chávez e la rivoluzione bolivariana
L'elezione di Chávez nel 1998 determinò una nuova era della politica venezuelana, la cosiddetta "quinta Repubblica": una nuova Costituzione, un nuovo nome (República Bolivariana de Venezuela), e nuove relazioni tra le classi sociali ed economiche del paese. Nel 1999 il popolo venezuelano ha approvato il referendum per la nuova Costituzione.
I sostenitori di Chávez, dopo essersi organizzati in assemblee di partito locali chiamate circulos bolivarianos (in italiano: circoli bolivariani), definiscono il progetto simboleggiato dal presidente revolución bolivariana (in italiano: rivoluzione bolivariana). Costoro mettono in evidenza gli sforzi realizzati dal governo per una più equa ripartizione del reddito a favore delle classi meno abbienti. I detrattori di Chávez lo accusano invece di essere un demagogo e di aver impoverito il paese con una politica fortemente nazionalista che ha determinato l'allontanamento dei capitali stranieri dal Venezuela e l'isolamento internazionale.
Il presidente ha dovuto fronteggiare pertanto forti opposizioni alle proprie politiche. Nel 2001 venne indetto uno sciopero nazionale dei lavoratori, seguito da un tentativo di colpo di Stato nell'aprile del 2002 e da un altro sciopero generale delle classi lavoratrici nel dicembre dello stesso anno. Quest'ultimo ha causato la chiusura della compagnia nazionale petrolifera (PDVSA) per due mesi con gravi conseguenze per l'economia venezuelana.
Nell'agosto 2004 Chávez ha indetto un referendum per la propria riconferma. Il 59% dei votanti si è espresso a suo favore. Il risultato è stato contestato da uno studio statistico di Roberto Rigobón (MIT) e Ricardo Hausmann (Università di Harvard), che sostengono di aver trovato prove statistiche per cui il voto sarebbe stato manipolato. D'altro canto il Centro Carter e l'Organizzazione degli Stati americani hanno certificato il referendum come rappresentativo della volontà popolare, e lo stesso Jimmy Carter (molto criticato per questo) lo ha definito sicuramente più serio degli scrutini effettuati in Florida nel corso delle elezioni presidenziali americane del 2000.
Il presidente Chávez è stato rieletto alla fine del 2006 e del 2012, tra il progressivo deterioramento della situazione socio-economica del Venezuela.
Chávez è morto il 5 marzo 2013, ed è stato sostituito dal suo delfino Nicolás Maduro, dopo elezioni non esenti da contestazioni.